# Jaroslav Perger
Jaroslav Perger (* 21. září 1966) je bývalý český politik, na počátku 21. století poslanec Poslanecké sněmovny za Unii svobody.

## Biografie
K roku 1998 se uvádí jako živnostník-projektant, bytem Sezimovo Ústí. Ve volbách v roce 1998 kandidoval do poslanecké sněmovny za Unii svobody (volební obvod Jihočeský kraj). Nebyl ale zvolen. Do parlamentu ovšem usedl dodatečně jako náhradník v červenci 2001 poté, co rezignoval poslanec Jiří Vlach. Byl členem sněmovního hospodářského výboru. V parlamentu setrval do voleb v roce 2002.
V komunálních volbách roku 1998 kandidoval neúspěšně do zastupitelstva města Sezimovo Ústí za Unii svobody, profesně se uvádí jako podnikatel.